# Heinrich Lanz
Heinrich Lanz (né le 9 mars 1838 à Friedrichshafen, mort le 1er février 1905 à Mannheim), est un industriel allemand, fondateur de Heinrich Lanz AG et inventeur de machines agricoles, de locomobiles et de machines à vapeur fixes.

## Biographie
Heinrich Lanz est le fils de Johann Peter Lanz (1805 — 1891), dirigeant d'une entreprise d'importation, et de Luise Beckh. Après des études à Biberach an der Riß, il effectue un apprentissage à Mannheim dans une succursale commerciale, étudie dans une école de commerce à Stuttgart, et part pour une année à Marseille « pour y découvrir le monde » et se préparer à la succession de l'entreprise paternelle qui importe alors des engrais et des machines agricoles depuis l'Angleterre. Il épouse en 1865 Julia Faul, qui plus tard après son décès, poursuivra avec leurs quatre enfants, dont notamment Karl Lanz (de), le développement de l'entreprise familiale.

## Carrière
À son retour en 1860, il établit un atelier de réparation pour machines agricoles et est chargé des importations dans l'entreprise familiale. Voyant le manque d'ouverture du marché intérieur allemand, il conçoit dès 1867, avec l'aide d'un de ses frères, des broyeuses à fourrage (Futterschneidmaschinen) ; d'autres innovations suivent. En 1870, il prend la direction de l'entreprise familiale.
En 1902, Heinrich Lanz part aux États-Unis pour étudier l'évolution des machines agricoles de la société John Deere. Les enseignements qu'il en retire ne sont pas concrétisés car il meurt peu après en 1905.
La société Heinrich Lanz AG est par la suite reprise par sa veuve et ses enfants. Elle existe jusqu'en 1956, date à laquelle la société John Deere en devient actionnaire majoritaire.
Conformément à ses dernières volontés, les biens immobiliers habités par la famille Lanz ont été attribués à des œuvres caritatives. Une partie de son patrimoine a été léguée à une fondation d'où sont issus un hôpital de Mannheim (de) et l'Académie des sciences de Heidelberg.
Il est inhumé au Cimetière Principal de Mannheim.

## Postérité
Heinrich Lanz étant mécène de l'Académie des sciences d'Heidelberg, l'astronome Max Wolf nomma en sa mémoire l'astéroïde (683) Lanzia qu'il découvrit en 1909.